# Strázsahegyi Közösségi Televízió

A Strázsahegyi Közösségi Televízió (SKTV) egyike Esztergom három helyi televíziós csatornájának. Az SKTV Kertváros területén sugároz, stúdiója a Féja Géza Közösségi Házban van. Nevét a közeli Strázsa-hegyről kapta. Az adása körülbelül nyolcezer emberhez jut el, elsődlegesen Esztergom-Kertváros és pár környező település (mint például Tát és Tokod) területén.

## Története
A nonprofit kertvárosi Kábeltelevízió Alapítvány 1990-ben alakult meg, hogy a kábelhálózat kiépítése után a városrészben televíziós csatornát indítson. Első adását 1991. szeptember 23-án sugározta az OKTÁV Továbbképző Központ épületéből, akkor még kétheti rendszerességgel. Mai helyére 1993-ban költözött, ahol a mozi géptermét vágószobává alakították. Ettől az évtől már hetente sugárzott a tv, és ekkor szerezték be első saját tulajdonú kamerájukat is. 1999-től a kábelhálózatot átalakították, és így lehetővé vált a napi 24 órás sugárzás, beindult a képújság. Az állandó munkatársak száma 3-4 fő, köztük két operatőr és vágó, akik társadalmi munka keretében dolgoznak. A közösségi ház az SKTV-re alapozva egy mini média központ kialakítását tervezi.

## Saját készítésű műsorai
- Heti vers
- Tallózó (válogatás helyi újságok cikkeiből)
- Ez történt... (kertvárosi hírek)
- Gazda TV (tanácsadás gazdálkodáshoz)